# Cârța (Harghita)
Pour les articles homonymes, voir Cârța.
Cârța (en hongrois : Karcfalva) est une commune roumaine du județ de Harghita, dans le Pays sicule, en Transylvanie. Elle est constituée des deux villages suivants:
- Cârța, le siège de la commune
- Ineu-Ciuc (Csíkjenőfalva)

## Histoire
En 2004, le village de Tomești (Csíkszenttamás en hongrois) a été séparé de Cârța et a été institué en commune.
La majorité de ses habitants (plus de 98 %) appartient au groupe ethnique des Sicules.

## Politique
| Période | Période  | Identité    | Étiquette | Qualité |
| ------- | -------- | ----------- | --------- | ------- |
| 2004    | En cours | Tibor Gábor | UDMR      |         |

## Monuments
L'église, de culte catholique romain, a été construite au début du XVIe siècle dans le style gothique tardif ; elle est protégée par un mur d'enceinte.

## Personnalités liées à la commune
- Hunor Kelemen, homme politique et écrivain né à Cârța. Il est le candidat UDMR à l'élection présidentielle roumaine de 2009 (1er tour le 22 novembre 2009 et 2e tour le 6 décembre 2009).